# Jour de merde
Pour plus de détails, voir Fiche technique et Distribution.
Jour de merde est un thriller comique québécois réalisé par Kevin T. Landry et sorti en 2023,.

## Synopsis
Une jeune mère célibataire au bord de la dépression est envoyée au milieu de nulle part pour interroger un ermite. L'homme peu coopératif, qui vient de gagner le jackpot, la pousse à bout lorsqu'elle enfonce accidentellement sa voiture. 

## Fiche technique
Sauf indication contraire, les informations mentionnées dans cette section peuvent être confirmées par les bases de données cinématographiques IMDb et Allociné,  présentes dans la section « Liens externes ».
- Titre original : Jour de merde
- Réalisation : Kevin T. Landry
- Scénario : Kevin T. Landry
- Musique : Eloi Ragot
- Décors :
- Costumes :
- Photographie : Simon Lamarre-Ledoux
- Son : Michael Binette
- Montage : Kevin T. Landry
- Production : Macha Houssart et Kélyn N. Lauzier
  - Production déléguée : Benoît Lamarche et Adrian Mottram
  - Production exécutive : Laurie Pominville
- Sociétés de production : La 115e
- Société de distribution : Vues du Québec Distribution
- Budget :
- Pays de production :  Canada ( Québec)
- Langue originale : français
- Format :
- Genre : Thriller comique
- Durée : 91 minutes
- Dates de sortie :
  - Canada : 24 mars 2023
  - France : 27 mars 2024

## Distribution
- Eve Ringuette : Maude
- Réal Bossé : Gaétan
- Valérie Blais : Catherine
- Isabelle Giroux : Emmanuelle
- Louka Amadeo Bélanger-Leos : Rafaël
- Sylvio Arriola : Luc
- Lou Scamble : Hélène
- Patrick Renaud : Jean Thériault